# Comuna de Krotoszyn
Krotoszyn (polaco: Gmina Krotoszyn) é uma gminy (comuna) na Polónia, na voivodia de Grande Polónia e no condado de Krotoszyński.
De acordo com os censos de 2006, a comuna tem 41 342 habitantes, com uma densidade 161,8 hab/km².

## Área
Estende-se por uma área de 255,52 km², incluindo:
- área agricola: 64%
- área florestal: 28%

## Demografia
Dados de 30 de Junho 2004:
|                      | Total   | Total | Mulheres | Mulheres | Homens  | Homens |
| -------------------- | ------- | ----- | -------- | -------- | ------- | ------ |
|                      | pessoas | %     | pessoas  | %        | pessoas | %      |
| População            | 40 307  | 100   | 20 827   | 51,7     | 19 480  | 48,3   |
| Densidade (pop./km²) | 157,7   | 100   | 81,5     | 81,5     | 76,2    | 76,2   |

De acordo com dados de 2002  o rendimento médio per capita ascendia a 1138,53 zł.

## Subdivisões
- Baszyny, Benice, Biadki, Bożacin, Brzoza, Chwaliszew, Durzyn, Duszna Górka, Dzierżanów, Gorzupia, Janów, Jasne Pole, Kobierno, Lutogniew, Nowy Folwark, Orpiszew, Osusz, Raciborów, Romanów, Roszki, Różopole, Smoszew, Świnków, Tomnice, Unisław, Ustków, Wielowieś, Wronów, Wróżewy

## Comunas vizinhas
- Dobrzyca, Kobylin, Koźmin Wielkopolski, Ostrów Wielkopolski, Pogorzela, Raszków, Rozdrażew, Sulmierzyce, Zduny